# Graham Newton
Graham Newton (Bilston, 22 dicembre 1942 – 25 febbraio 2019) è stato un calciatore inglese, di ruolo attaccante.

## Carriera
Formatosi nel Wolverhampton, nel 1961 passa al Blackpool senza mai esordirvi. Nel 1962 è ingaggiato dal Walsall, club con cui retrocede in terza serie al termine della Second Division 1962-1963. Inizia la Third Division 1963-1964 nel Walsall per poi passare a stagione in corso al Coventry City, con cui vince il campionato ottenendo la promozione in cadetteria.
Nel 1964 passa al Bournemouth, società con cui gioca tre stagioni nella terza serie inglese prima di trasferirsi negli Stati Uniti d'America per giocare nell'Atlanta Chiefs.
Con gli Chiefs ottenne il quarto posto della Western Division della NPSL, non riuscendo così a qualificarsi per la finale della competizione, poi vinta dagli Oakland Clippers. Fu, insieme a Phil Woosnam, il miglior marcatore stagionale del club con otto reti segnate.
Dopo un breve passaggio ai Washington Darts, Newton torna agli Chiefs con cui vince la North American Soccer League 1968.
Nella stagione seguente ottiene il secondo posto finale, mentre in quella del 1970 il secondo posto della Southern Division.
Ritorna in patria per giocare nel Port Vale, con cui ottiene il tredicesimo posto della Fourth Division 1968-1969.
Ritornato ancora una volta agli Chiefs, ottiene il secondo posto nella NASL 1969 ed il secondo nella Southern Division dell'edizione seguente.
Nel 1970 torna in patria per giocare nelle serie inferiori inglesi, chiudendo la carriera nel 1973 al Worcester City.

## Palmarès
- Third Division: 1

Coventry City: 1963-1964
- Campionato NASL: 1

Atlanta Chiefs: 1968